# Tires (TV-serie)
Tires är en amerikansk komediserie vars första säsong hade premiär den 23 maj 2024 på strömningstjänsten Netflix. Första säsongen består av sex avsnitt. Serien är skapad av Shane Gillis.

## Handling
Serien kretsar kring Will som försöker få sin bilverkstad på benen. Samtidigt har han problem med sin nyanställde kusin Shane.

## Rollista (i urval)
- Steve Gerben
- Shane Gillis
- Stavros Halkias
- Jennifer Vanderslice